# Imeni O. S. Maselskoho (stanice metra v Charkově)
Imeni O. S. Maselskoho (ukrajinsky Імені О.С. Масельського, Imeni O.S. Maseľs'koho) je stanice charkovského metra na Cholodnohirsko-Zavodské lince.
Stanice se do května 2004 jmenovala Industrialna (ukrajinsky Індустріальна), název byl změněn po významné osobnosti Charkova, Oleksandra Stepanovyče Maselského.

## Charakteristika
Stanice je trojlodní, kdy obklad pilířů a kolejové zdi je z hnědého a bílého mramoru.
Stanice má dva vestibuly, kdy tři východy z prvního vestibulu ústí na prospekt Herojiv Charkova a jeden východ z druhého vestibulu ústí do ulice Losivska.